# Völgycsillag (növénynemzetség)
A völgycsillag (Astrantia) az ernyősvirágzatúak (Apiales) rendjébe, ezen belül a zellerfélék (Apiaceae) családjába tartozó nemzetség.

## Előfordulásuk
A völgycsillagfajok eredeti előfordulási területe Európa legnagyobb része és a Kaukázus déli fele. A következő országokban és térségekben őshonosak: Albánia, Ausztria, Bulgária, az egykori Csehszlovákia, Franciaország, Fehéroroszország, Görögország, Lengyelország, Magyarország, Németország, Olaszország, Románia, Spanyolország, Svájc, Ukrajna és a volt Jugoszlávia államai, valamint Azerbajdzsán és Örményország. Belgiumba, Dániába, Finnországba és a Brit-szigetre betelepítette az ember.

## Rendszerezés
A nemzetségbe az alábbi 11 faj tartozik:
- Astrantia bavarica F.W.Schultz
- Astrantia biebersteinii Fisch. & C.A.Mey.
- Astrantia carniolica Wulfen
- Astrantia colchica Albov
- nagy völgycsillag (Astrantia major) L. - típusfaj
- Astrantia maxima Pall.
- Astrantia minor L.
- Astrantia ossica Woronow ex Grossh.
- Astrantia pauciflora Bertol.
- Astrantia pontica Albov
- Astrantia trifida Hoffm.